# 33011 Kurtiscarsch
33011 Kurtiscarsch este un asteroid din centura principală de asteroizi.

## Descriere
33011 Kurtiscarsch este un asteroid din centura principală de asteroizi. A fost descoperit pe 4 martie 1997 la Socorro, New Mexico, în cadrul proiectului LINEAR. Asteroidul prezintă o orbită caracterizată de o semiaxă mare de 2,68 ua, o excentricitate de 0,17 și o înclinație de 13,8° în raport cu ecliptica.